# Gran mesquita de Yazd
La gran mesquita o mesquita aljama de Yazd (persa: مسجد جامع یزد, Masjed-e Jāmeh-e Yazd) és la mesquita aljama de la ciutat de Yazd, a la província homònima, a l'Iran. Construïda el segle xii per Ala'oddoleh Garshasb, de la dinastia dels buwàyhides, sobre un temple de foc sassànida, entre els anys 1324 i 1365 fou reconstruïda, i representa un dels edificis més destacats del país.
La mesquita és un excel·lent exemple de l'estil àzeri dins l'arquitectura persa. Construïda amb maó, està coronada per un parell de minarets de l'època safàvida de 52 metres d'alçada i 6 de diàmetre, els més alts de l'Iran. La façana del portal està decorada amb rajoles predominantment de color blau. A l'interior hi ha un pati d'arcades i, al darrere de l'iwan al sud-est, es troba la schabestan —sala de l'altar o de l'oració— sota la cúpula majòlica, exquisidament decorada amb mosaics i inscripcions, amb un mihrab datat del 1365.

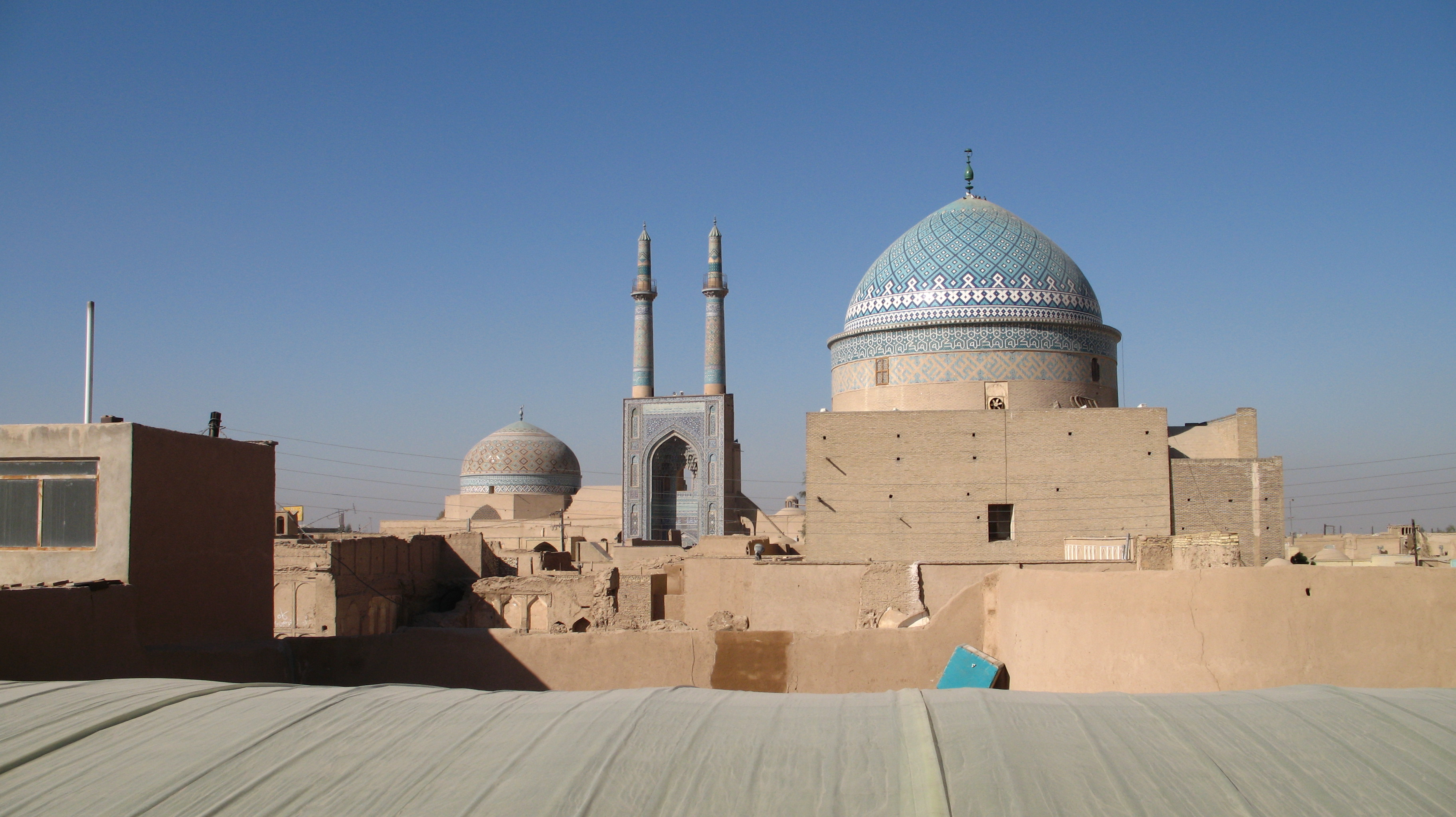
Vista de tot el complex
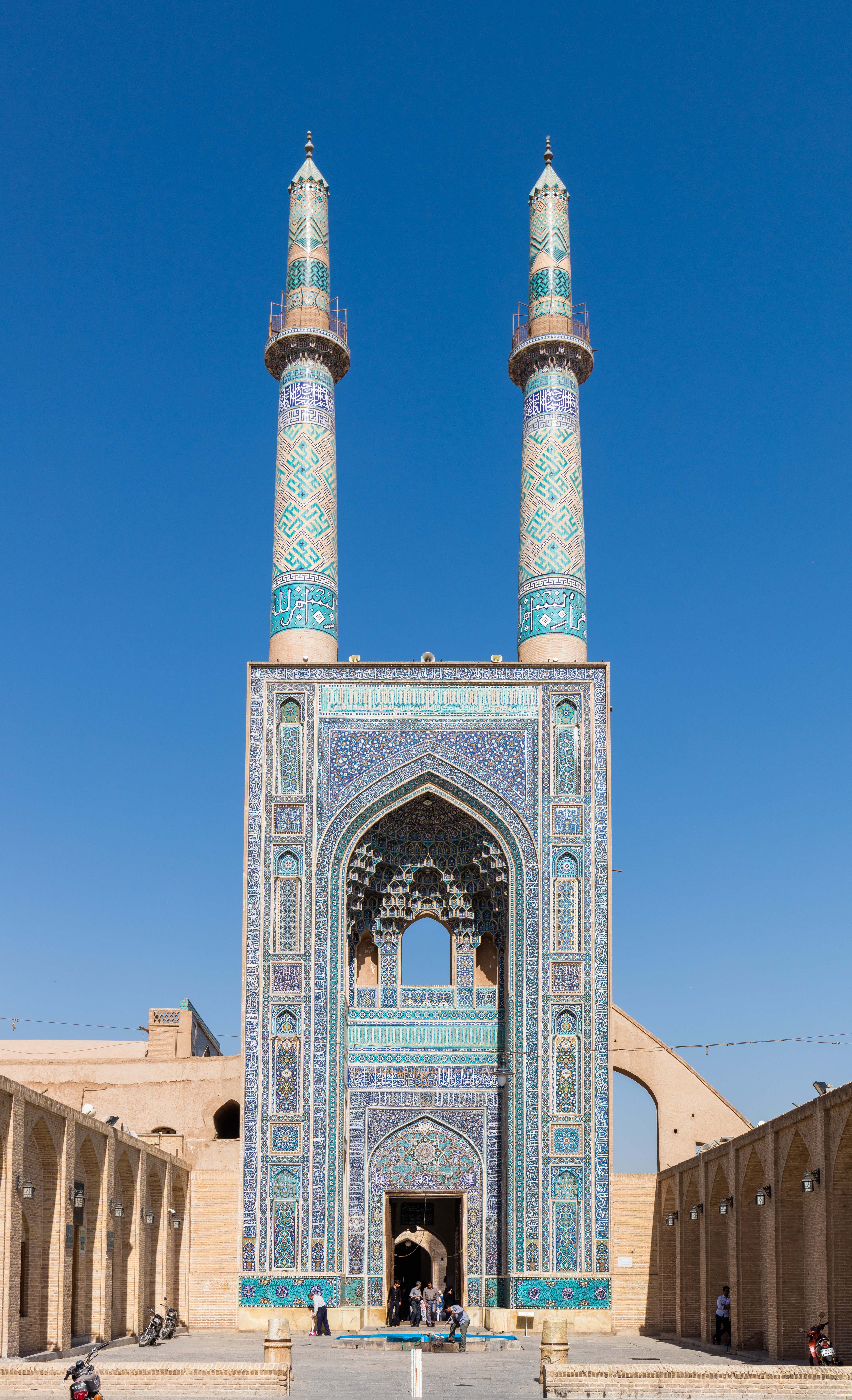
Els dos minarets sobre l'iwan, els més alts de l'Iran
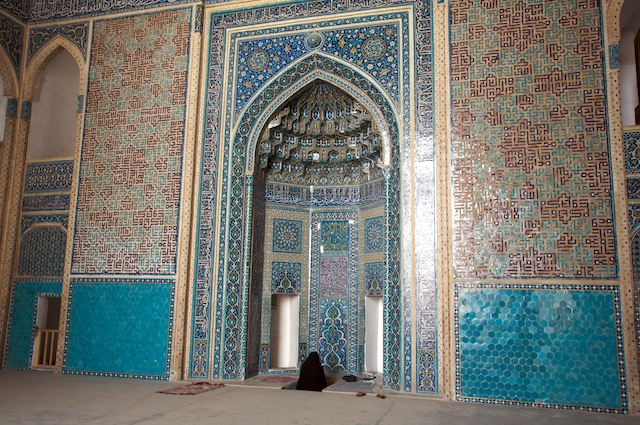
El mihrab
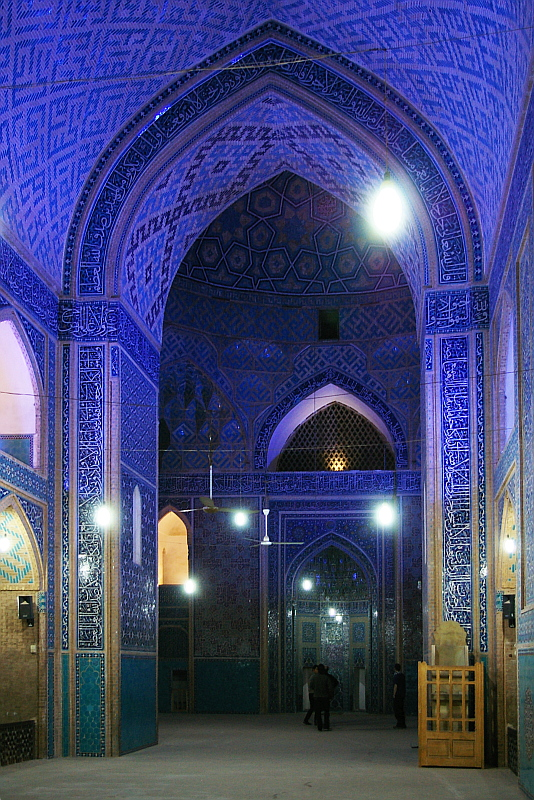
Interior